# ديسقوريا إسفنجية
ديسقوريا إسفنجية (الاسم العلمي:Dioscorea spongiosa) هي نوع من النباتات تتبع جنس الديسقوريا من الفصيلة الديسقورية.